# Batocera roylii
Batocera roylii là một loài bọ cánh cứng trong họ Cerambycidae.